# Arzama pallida
Arzama pallida är en fjärilsart som beskrevs av Barnes och Benjamin 1923. Arzama pallida ingår i släktet Arzama och familjen nattflyn. Inga underarter finns listade i Catalogue of Life.